# Joan Antoni Moreno Bennàssar
Joan Antoni Moreno Bennàssar (castellà: Joan Antoni Moreno)  (Pollença, 4 d'abril de 2000) és un esportista balear que competeix en piragüisme en la modalitat d'aigües tranquil·les.
Va guanyar tres medalles al Campionat Mundial de Piragüisme, els anys 2022 i 2023, i dues medalles d'or al Campionat Europeu de Piragüisme, els anys 2021 i 2022. Va participar en els Jocs Olímpics de París 2024, obtenint una medalla de bronze a la prova de C2 500 m juntament amb Diego Domínguez amb l'entrenador Kiko Martín. Era la primera vegada que participava en una prova olímpica de piragüisme. Moreno va manifestar la seva voluntat de poder presentar la medalla als aficionats de l'RCD Malloca, del qual és un ferm seguidor.

## Palmarès internacional
| Jocs Olímpics     | Jocs Olímpics        | Jocs Olímpics | Jocs Olímpics |
| Any               | Lloc                 | Medalla       | Competició    |
| ----------------- | -------------------- | ------------- | ------------- |
| 2024              | París (França )      | 3             | C2 500 m      |
| Campionat Mundial |                      |               |               |
| Any               | Lloc                 | Medalla       | Competició    |
| 2022              | Halifax (Canadà )    | 1             | C4 500 m      |
| 2023              | Duisburg (Alemanya ) | 1             | C4 500 m      |
| 2023              | Duisburg (Alemanya ) | 2             | C1 200 m      |
| Campionat Europeu |                      |               |               |
| Any               | Lloc                 | Medalla       | Competició    |
| 2021              | Poznań (Polònia )    | 1             | C1 200 m      |
| 2022              | Munic (Alemanya )    | 1             | C2 500 m      |